# Clube de Regatas do Flamengo (féminines)
Pour les articles homonymes, voir Flamengo.
Ne doit pas être confondu avec Clube de Regatas do Flamengo.
Maillots
Actualités
Le Clube de Regatas do Flamengo est un club omnisports brésilien de la ville de Rio de Janeiro, originaire du quartier de Flamengo et aujourd'hui basé dans la Gávea. La section féminine de football est fondée en 1995, après une interruption  de quelques années les féminines sont revenues au plus haut niveau du football brésilien.

## Histoire
En 1995, Flamengo crée une section féminine qui participe au championnat de l'État de Rio de Janeiro. Avec l'arrêt de ce championnat en 2001 la section féminine est abandonnée. En 2011 le club reforme sa section féminine qui en 2015 participe de nouveau au championnat de l'état et remporte dès sa première saison le titre. Le Flamengo dominera pendant quatre années le championnat de Rio qui a un niveau bien moins élevé que celui de l'État de São Paulo.
En 2015, Flamengo participe également au championnat national, la saison suivante l'équipe remporte son premier titre de championne du Brésil, et est le premier club en dehors de l'état de São Paulo à remporter ce titre.
En 2019, lors du championnat de l'État de Rio de Janeiro, Flamengo bat Greminho 56 à 0.

## Palmarès
- Championnat du Brésil féminin de football : (1)
  - 2016
- Championnat de l'État de Rio de Janeiro : (4)
  - 2015, 2016, 2017, 2018